# 伊集院町麦生田
伊集院町麦生田（いじゅういんちょうむぎうだ）は、鹿児島県日置市の大字。旧薩摩国日置郡伊集院郷麦生田村、日置郡下伊集院村大字麦生田、日置郡伊集院町大字麦生田。郵便番号は899-2513。人口は1,882人、世帯数は824世帯（2020年10月1日現在）。

## 地理
日置市の東部、神之川上流域に位置している。字域の北方には日置市伊集院町上神殿、南方には日置市伊集院町清藤、南方から東方にかけては伊集院町土橋、西方には日置市伊集院町下神殿、伊集院町郡、東方には日置市伊集院町中川、鹿児島市有屋田町にそれぞれ接している。
字域の中央部を東西に国道3号が通り、東部にある麦生田東交差点から北東方向に鹿児島県道40号伊集院蒲生溝辺線、中部にある麦生田交差点からは南西方向に鹿児島県道37号伊集院日吉線が分岐している。
また、県道40号と県道37号に並行して神之川が流れており、集落も県道沿いに多く所在している他、南部にはつつじヶ丘団地がある。

### 河川
- 神之川

## 歴史

旧下伊集院村における麦生田（薄緑）の位置

### 成立から町村制施行まで
麦生田という地名は戦国時代より見える地名で、薩摩国伊集院のうちであった。永正11年の伊集院諏訪祭礼番帳に麦生田という記述があるのが地名の初見とされている。
鎌倉時代頃には伊集院の郡司であった紀氏の他に税所氏の勢力下にあったが、南北朝時代には伊集院氏の領下となっていた。
江戸時代には薩摩国日置郡伊集院郷（外城）のうちであり、村高は天明8年には724石余、「天保郷帳」には924石余、「旧高旧領取調帳」には686石余であったと記されている。

### 町村制施行以降
1889年（明治22年）4月1日に町村制が施行されたのに伴い、伊集院郷の北部にあたる苗代川村・野田村・神之川村・宮田村・寺脇村・上神殿村・下神殿村・嶽村・桑畑村・麦生田村・有屋田村の区域より日置郡下伊集院村が成立した。麦生田村は下伊集院村の大字「麦生田」となった。
1956年（昭和31年）9月30日には同日に官報に掲載された「 町村の廃置分合」（総理府告示）により下伊集院村が解体分割されることとなり、大字有屋田・大字嶽が日置郡郡山町、大字苗代川・大字宮田・大字神之川（一部）が日置郡東市来町、大字神之川（一部）が日置郡日吉町にそれぞれ編入され、その他の下伊集院村の区域及び及び伊集院町の全域を廃し新たに伊集院町が設置された。大字麦生田の区域は伊集院町に編入され伊集院町の大字となった。
2005年（平成17年）5月1日に伊集院町が日置郡吹上町、東市来町、日吉町と合併し日置市が成立した。この合併に先立って設置された法定合併協議会である「日置中央合併協議会」において大字名については「字の区域は、現行どおりとし、現行の字の名称の前に当該字の属する合併前の町の名称を付し、字の名称を変更する。」と協定された。合併日の2005年（平成17年）5月1日に鹿児島県の告示である「 字の名称の変更」が鹿児島県公報に掲載された。この告示の規定に基づき即日大字の名称変更が行われ、大字名が「麦生田」から日置市の大字「伊集院町麦生田」に改称された。

## 人口

### 資料データ
| 統計年次〔年〕     | 世帯数〔世帯〕 | 総人口〔人〕 | 出典       |
| ------------------ | -------------- | ------------ | ---------- |
| 1881年（明治14年） | 105            | 506          | 『県地誌』 |
| 1950年（昭和25年） | 242            | 1,205        | [ 6 ]      |

### 国勢調査
以下の表は国勢調査による小地域集計が開始された1995年以降の人口の推移である。
| 統計年             | 統計年 | 人口  | 人口 |
| ------------------ | ------ | ----- | ---- |
| 1995年（平成7年）  | [ 12 ] | 2,093 |      |
| 2000年（平成12年） | [ 13 ] | 2,409 |      |
| 2005年（平成17年） | [ 14 ] | 2,315 |      |
| 2010年（平成22年） | [ 15 ] | 2,128 |      |
| 2015年（平成27年） | [ 16 ] | 2,006 |      |
| 2020年（令和2年）  | [ 3 ]  | 1,882 |      |

## 施設

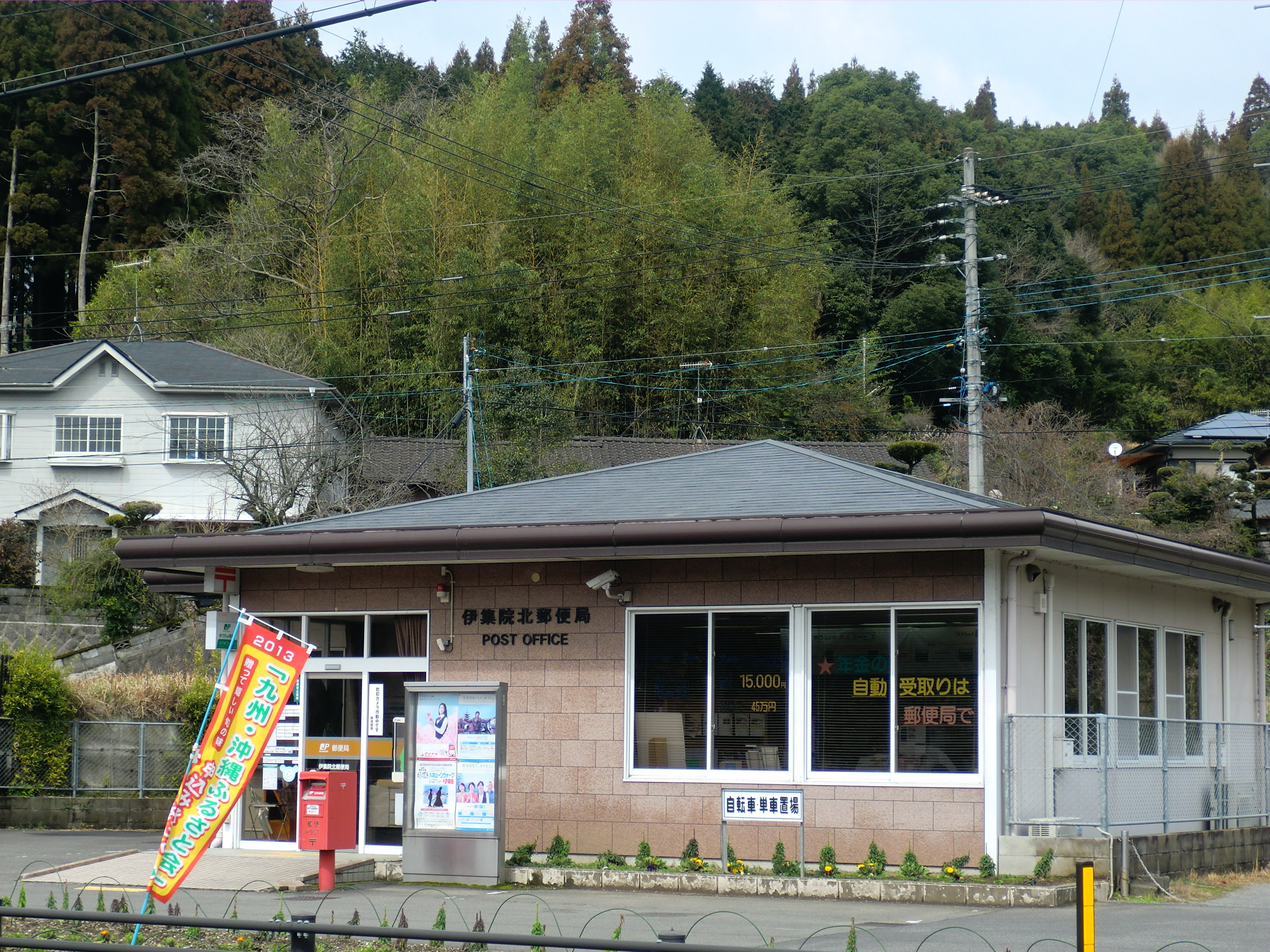
伊集院北郵便局

### 教育
- つつじヶ丘保育園

### 郵便
- 伊集院北郵便局

## 小・中学校の学区
市立小・中学校に通う場合、学区（校区）は以下の通りとなる。
| 大字           | 小字                                        | 小学校                 | 中学校                 |
| -------------- | ------------------------------------------- | ---------------------- | ---------------------- |
| 伊集院町麦生田 | 一部を除く全域                              | 日置市立伊集院北小学校 | 日置市立伊集院北中学校 |
| 伊集院町麦生田 | 京ノ塚、花立、尾中尾 赤四郎、上赤四郎、長迫 | 日置市立土橋小学校     | 日置市立土橋中学校     |

## 交通

### 道路
一般国道
- 国道3号

主要地方道
- 鹿児島県道37号伊集院日吉線
- 鹿児島県道40号伊集院蒲生溝辺線